# Monitoring biotopů
Monitoring biotopů je součástí sledování stavu biotopů, které organizuje Agentura ochrany přírody a krajiny ČR.

## Obecné informace
Cílem zakládání trvale monitorovaných ploch biotopů (TMP) je sledování dlouhodobých trendů ve vegetaci. Monitoring biotopů vychází z evropské Směrnice č. 92/43/EHS o ochraně přírodních stanovišť, volně žijících živočichů a planě rostoucích rostlin (tzv. směrnice o stanovištích), na jejímž základě má Česká republika povinnost sledovat stav jednotlivých typů evropských přírodních stanovišť. 

## Výběr ploch
V evropské legislativě je vegetace členěna na tzv. evropsky významné typy přírodních stanovišť (= habitaty) a proto i monitoring TMP je prováděn na základě habitatů. Pro každý habitat by mělo být založeno ideálně padesát monitorovacích ploch. V případě, že některý habitat sdružuje více biotopů (= jemnější vegetační jednotky tradičně používané středoevropskými odborníky, viz Katalog biotopů ČR), je jejich zastoupení v monitoringu proporční vzhledem k variabilitě, distribuci a hojnosti na území ČR. Pokud se habitat vyskytuje v ČR jen vzácně a stanovený počet TMP není možné zajistit, sníží se adekvátně tak, aby odpovídal celkové rozloze habitatu v ČR. Snížení počtu TMP je možné i u citlivých typů vegetace, které by mohly být monitoringem poškozeny. Celkově bude založeno cca 2000 ploch. 
Výběr ploch daného habitatu probíhá vždy v roce předcházejícím před vlastním monitoringem. Plochy jsou vytipovány na základě údajů z vrstvy mapování biotopů a dle znalostí odborníků. Každá budoucí TMP je předběžně ověřená i v terénu. Plochy většiny biotopů vybírají regionální pracovníci AOPK ČR, některé, zejména vzácné či ekologicky speciální biotopy, jsou však přenechány expertům. Důraz je kladen na reprezentativnost porostu a homogenitu plochy, mezi kritéria výběru však patří i dobrá dostupnost a dohledatelnost. 

## Velikost ploch
Trvale monitorovací plochy jsou obvykle čtvercového tvaru o velikosti 25 (nelesní plochy) nebo 400 m² (lesní plochy), u vegetace tekoucích vod se sleduje kilometrový úsek toku, v případě stojatých vod se zpravidla monitoruje celá plocha nádrže (max. však do velikosti 1 ha, u větších nádrží se předem vymezí jen určitá plocha).

## Metodika
Monitoring se provádí metodou fytocenologických snímků – detailním popisem druhového složení jednotlivých pater vegetace. Každou TMP je nutné zaměřit přístrojem GPS, ohraničit geodetickými kolíky a lokalizovat slovním popisem či fixačním náčrtem. Tyto úkony jsou zásadní pro budoucí monitoring, neboť jen kvalitně zafixovanou plochu bude možné opakovaně dohledat. Nelesní biotopy se monitorují jednou za šest let, v případě lesních biotopů je cyklus dvanáctiletý. 

## Hodnocení dat
Získaná data jsou hodnocena mnohorozměrnými statistickými analýzami. Na základě výsledků sledování stavu biotopů připravuje orgán ochrany přírody každých šest let zprávu, která mj. hodnotí rozlohu a stav evropských stanovišť z hlediska ochrany přírody.